# Radiolarita

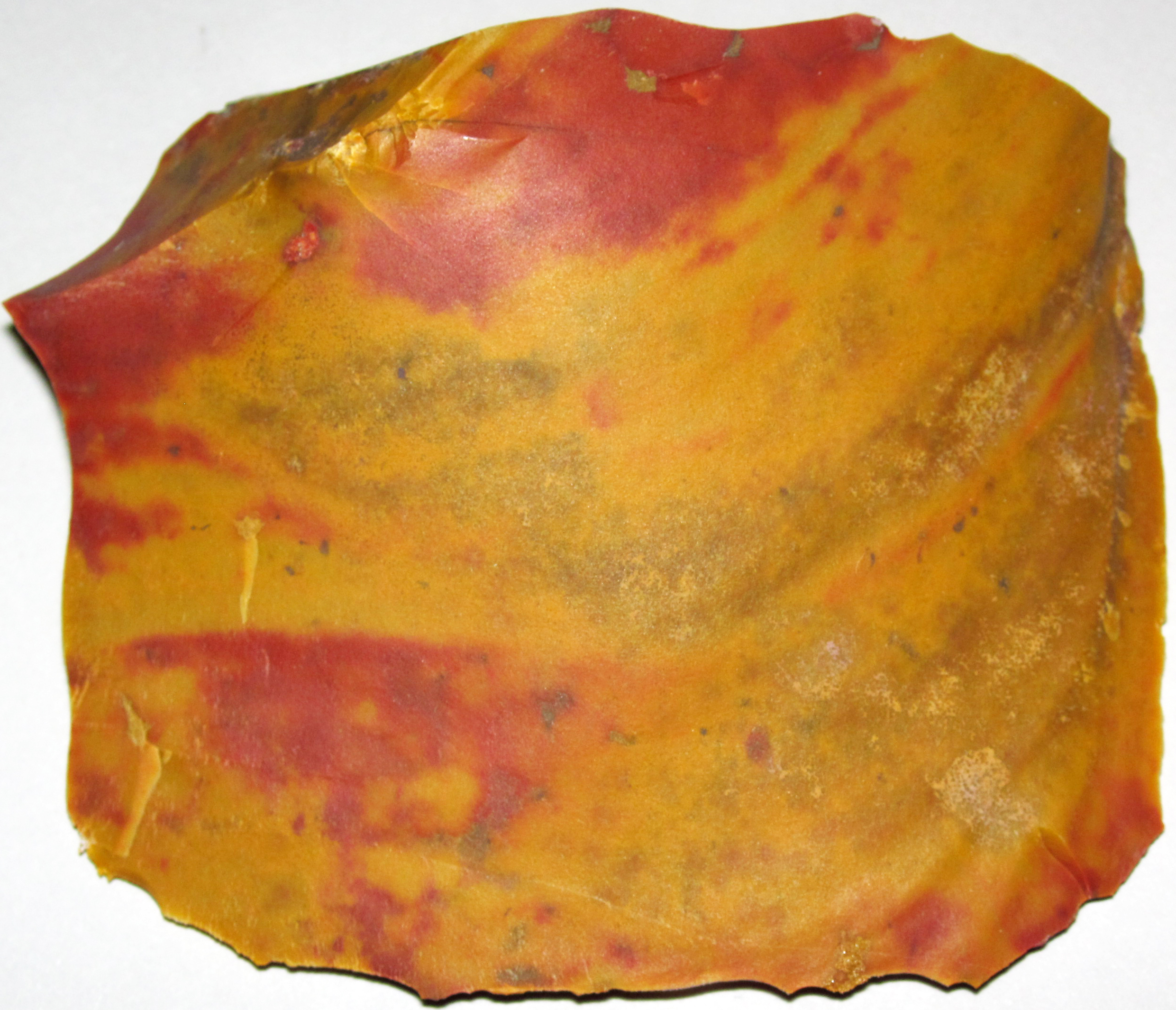
Radiolarita

La radiolarita es una roca sedimentarea silicea cuyo componente principal son esqueletos de radiolarios. Tiene una porosidad que oscila entre el 50 y el 90%, con frecuencia adopta un color rojo o violáceo debido a su contenido en oxidos de hierro. Los radiolarios son seres vivos unicelulares que se encuadran dentro del grupo de los protistas, viven en el océano y se rodean de un esqueleto mineral formado por sílice. Se considera una roca como sedimentaria silícea cuando está formada en más del 50% por sílice de origen biogénico o químico. 

## Formación

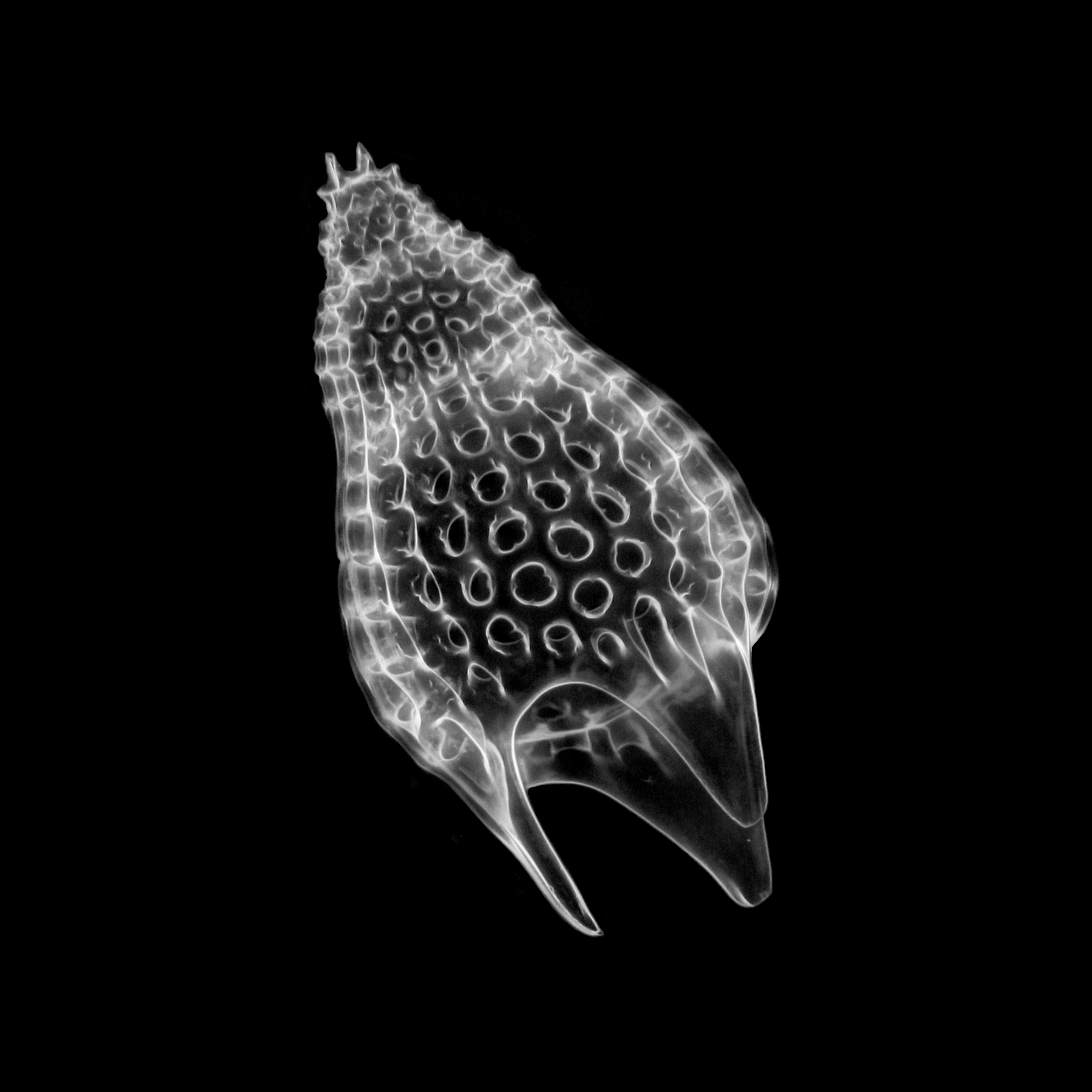
Esqueleto de un radiolario.

Se forma por la sedimentación de radiolarios que tras morir en el medio marino, descienden hasta el fondo donde se depositan sus esqueletos siliceos, produciéndose posteriormete un proceso de compactación que da origen a la roca.

## Sinónimos
- Lidita.